# Стерадиан
Стерадиа́н е единица от международната система единици за измерване на пространствен ъгъл. Означава се със символа sr. Името стерадиан произлиза от гръцкото стереос – пространствен, обемен и латинското радиус – лъч. Стерадианът може да се нарече също и квадратен радиан.

## Дефиниция
- Стерадианът е равен на пространствен ъгъл с връх в центъра на сфера, изрязващ на повърхността на сферата площ, равна на площта на квадрат със страна, равна на радиуса на сферата. Цялата сфера е {\displaystyle 4\pi } стерадиана.
- Ако такъв пространствен ъгъл има вид на кръгов конус, то ъгълът при върха му ще бъде 65°32′28″.

- Стерадианът, както и радианът, е безразмерна величина, тъй като пространственият ъгъл се измерва с отношението на площта на изрязаната от него част от сферата към квадрата на радиуса на сферата:

{\displaystyle \Omega ={\frac {m^{2}}{m^{2}}}=1{sr}}.
Независимо от безразмерността му, той се означава със символа „sr“, за да се покаже естеството на величината.
Така например интензитетът на излъчване се измерва във ватове на стерадиан:
{\displaystyle I(\theta ,\varphi )={\frac {d\Phi }{d\Omega }}={\frac {W}{sr}}}.
- Ако лицето A е равно на r2 и съответства на площта на сферичната шапка ({\displaystyle A=2\pi {r}{h}\ }), тогава е изпълнено равенството {\displaystyle {\frac {h}{r}}={\frac {1}{2\pi }}}. Тогава пространственият ъгъл на обикновения конус със сключващ ъгъл {\displaystyle \theta \ } е равен на:

{\displaystyle {\begin{aligned}\theta &=\arccos \left({\frac {r-h}{r}}\right)\\&=\arccos \left(1-{\frac {h}{r}}\right)\\&=\arccos \left(1-{\frac {1}{2\pi }}\right)\approx 0,572\,{\text{rad}}\approx 32,77^{\circ }\end{aligned}}}
- Поради факта че повърхността на сферата е 4πr2, дефиницията за стерадиан косвено определя, че в една сфера могат да се впишат точно {\displaystyle 4\pi \,{\text{sr}}\,} или това е {\displaystyle \approx 12,56637\,} стерадиана.
- По силата на същото разсъждение максималният пространствен ъгъл, който може да се заключи, е {\displaystyle =4\pi \,{\text{sr}}\,}.

- Един стерадиан също се равнява на сферичната повърхност на полигон, имащ ъглов ексцес от 1 радиан до 1/(4π) от цялата сфера или равняващ се на (180/π)² или 3282,80635 квадратни градуси.

До 1995 г. стерадианът беше допълнителна SI единица, но днес е прекатегоризиран и се разглежда като производна единица.

## Аналогия с радианите
В двуизмерното пространство ъгълът, изразен в радиани, се отнася към дължината на срещулежащата му дъга по следния начин:
{\displaystyle \theta ={\frac {s}{r}}\,}
където
s е дължината на дъгата и
r е радиусът на окръжността.
В триизмерното пространство пространственият ъгъл, изразен в стерадиани, се отнася към повърхността, която отрязва от сферата:
{\displaystyle \Omega ={\frac {S}{r^{2}}}\,}
където
S е лицето на повърхността и
r е радиусът на сферата.
|  | Тази страница частично или изцяло представлява превод на страницата Steradian в Уикипедия на английски. Оригиналният текст, както и този превод, са защитени от Лиценза „Криейтив Комънс – Признание – Споделяне на споделеното“, а за съдържание, създадено преди юни 2009 година – от Лиценза за свободна документация на ГНУ. Прегледайте историята на редакциите на оригиналната страница, както и на преводната страница, за да видите списъка на съавторите. ВАЖНО: Този шаблон се отнася единствено до авторските права върху съдържанието на статията. Добавянето му не отменя изискването да се посочват конкретни източници на твърденията, които да бъдат благонадеждни. |